# إيغور مراديان
إيغور مراديان (بالأرمنية: Իգոր Մուրադյան) هو عالم سياسة أرمني، ولد في 29 أبريل 1957 في أوديسا في أوكرانيا، وتوفي في 17 يونيو 2018 في يريفان في أرمينيا.